# ذي سفال
ذي سفال مدينة يمنية تقع في الجهة الجنوبية من جبل التعكر ويحكمها الشيخ علي قاسم إبراهيم في رأس وادي ظبا المشهور بالخصب والقرى الجميلة المتناثرة على ضفتيه

## الموقع الجغرافي
وهي مدينة نزهة ذات جمال طبيعي خلاب، ويمكن الوصول إليها عبر طريق أسفلتي طوله (6 كم) يصلها مدينة القاعدة الواقعة على طريق (صنعاء – تعز) كما أنها لا تبعد عن مدينة تعز سوى (50 كم) إلى الشمال تقريباً، وتبعد عن مدينة إب (43 كم) إلى الجنوب.
ترجع المصادر التاريخية اختطاطها إلى علي بن علقمة الذي قدم إلى وادي ظبا من حماطة الواقعة في بلاد جماعة التابعة لمحافظة صعدة حالياً وذلك في عصر الدولة الصليحية. وقد اختطها بعد أن خربت قرية (ذو العلا)، وقد أجاد في اختيار موقع هذه المدينة الذي يتوفر فيه المياه العذبة والغذاء والمرعى واعتدال المناخ وجودة الهواء فضلاً عن الموقع الحصين، فهي تتمتع بموقع ذي تحصين طبيعي إذ تحيط بها الجبال الشاهقة من الناحية الشمالية والشرقية والغربية.
إن مدينة ذي السفال تتمتع بخصائص جغرافية وعمرانية وبيئية فريدة تجعلها من المقاصد السياحية فضلاً عن أنها تشتهر بخصوبة أراضيها وكثرت الخيرات فيها إذ تزرع البن والذرة والشعير والموز وغير ذلك، كما تظل خضرتها طوال العام، لذلك نجد أن جبالها ووديانها مكسوة ببساط أخضر دائم، مما جعلها مدين للتنزه والاستمتاع بالمناظر الطبيعية الخلابة، إلى جانب أن موقع المدينة يتميز باعتدال درجة الحرارة صيفاً وشتاءً وبجودة الهواء حتى تغنى فيها الشعراء.

## المباني والسكان
تحتوي مدينة ذي السفال على منشآت دينية ومدنية متعددة، غير أن أهمها هو الجامع الكبير الذي يقع في منتصف المدينة القديمة ويرجع تاريخ تأسيسه إلى عهد الخليفة عمر بن عبد العزيز، تحيط به من جميع الجهات مساكن ذات طوابق متعددة مبنية بالحجر وتزخر واجهاتها بالزخارف المتنوعة، وبالقرب من الجامع الكبير يمتد السوق في صفين متقابلين من المحلات التجارية، كما يوجد سوق آخر أسبوعي يقع إلى الجنوب من المدينة.
لقد ازدهرت المدينة خلال العصور الإسلامية المتعاقبة وأنشئت فيها العديد من المدارس الإسلامية التي تخرج منها العديد من العلماء الأفذاذ والتي مازالت قائمة إلى اليوم. . فقد قال القاضي أحمد بن حسن المجاهد (ت 1298هـ/ 1880م) «روح فؤادك في ربى ذي السفال وانظر براريها وشاهد فيها الهوى بلور والماء الزلال والليل في الأفراح زائد».